# Turistická značená trasa 2719
 Turistická značená trasa č. 2719 měří 1,2 km; spojuje obec Čremošné s rozcestím Čremošnianské lazy v pohoří Velká Fatra v okrese Turčianské Teplice na Slovensku.

## Průběh trasy
Z obce Čremošné stoupá přímo k rozcestí Čremošnianské lazy. Jedná se o velmi krátkou, pouze spojovací trasu.
| Km  | Místo                       | Navazující a křižující trasy | Souřadnice                       | Nadm. výška |
| --- | --------------------------- | ---------------------------- | -------------------------------- | ----------- |
| 0   | Čremošné                    | 5630                         | 48°50′52″ s. š., 18°54′12″ v. d. | 645 m n. m. |
| 1,2 | rozcestí Čremošnianské lazy | 8630                         | 48°50′59″ s. š., 18°55′4″ v. d.  | 785 m n. m. |

## Galerie

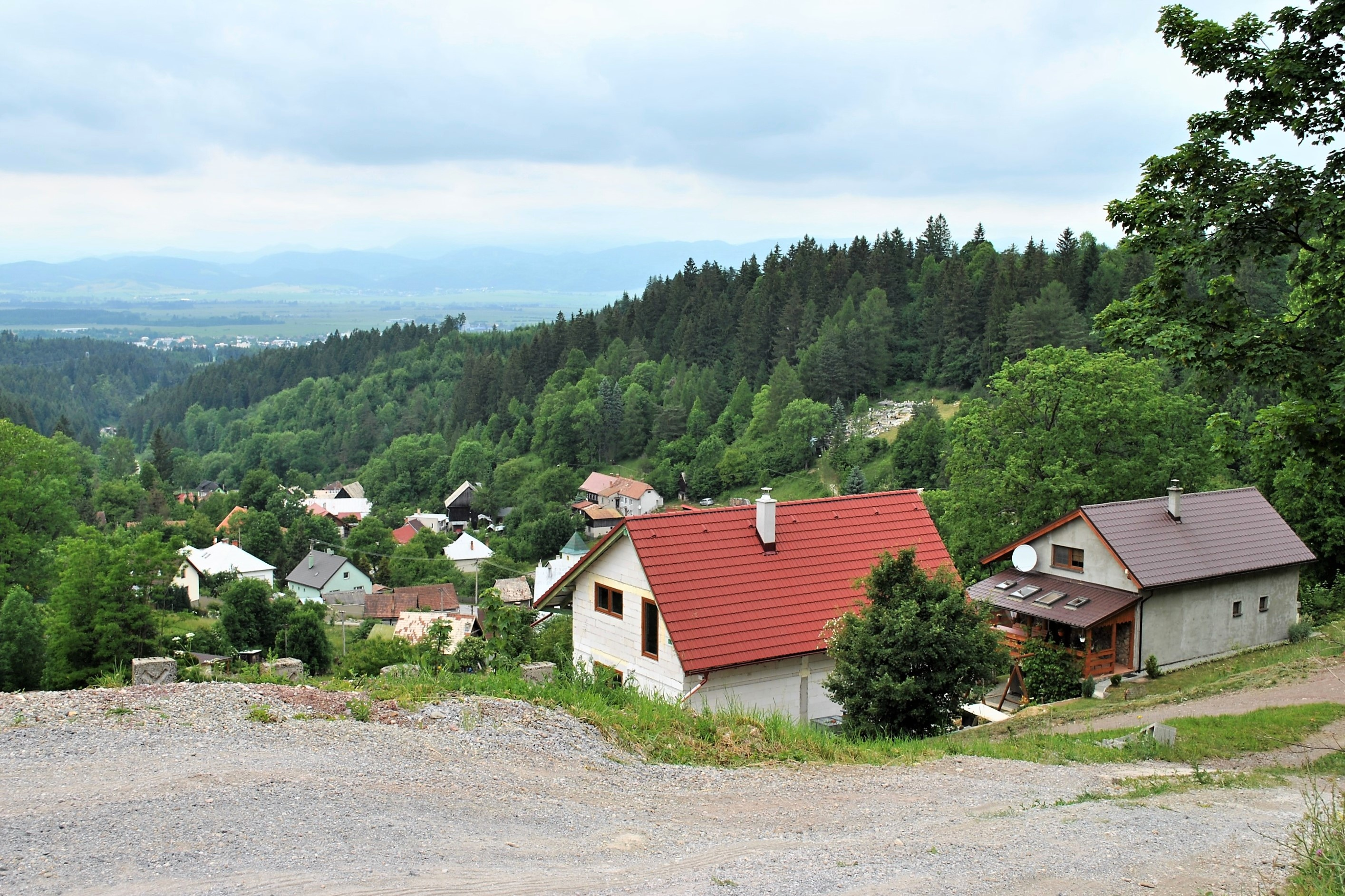
Čremošné
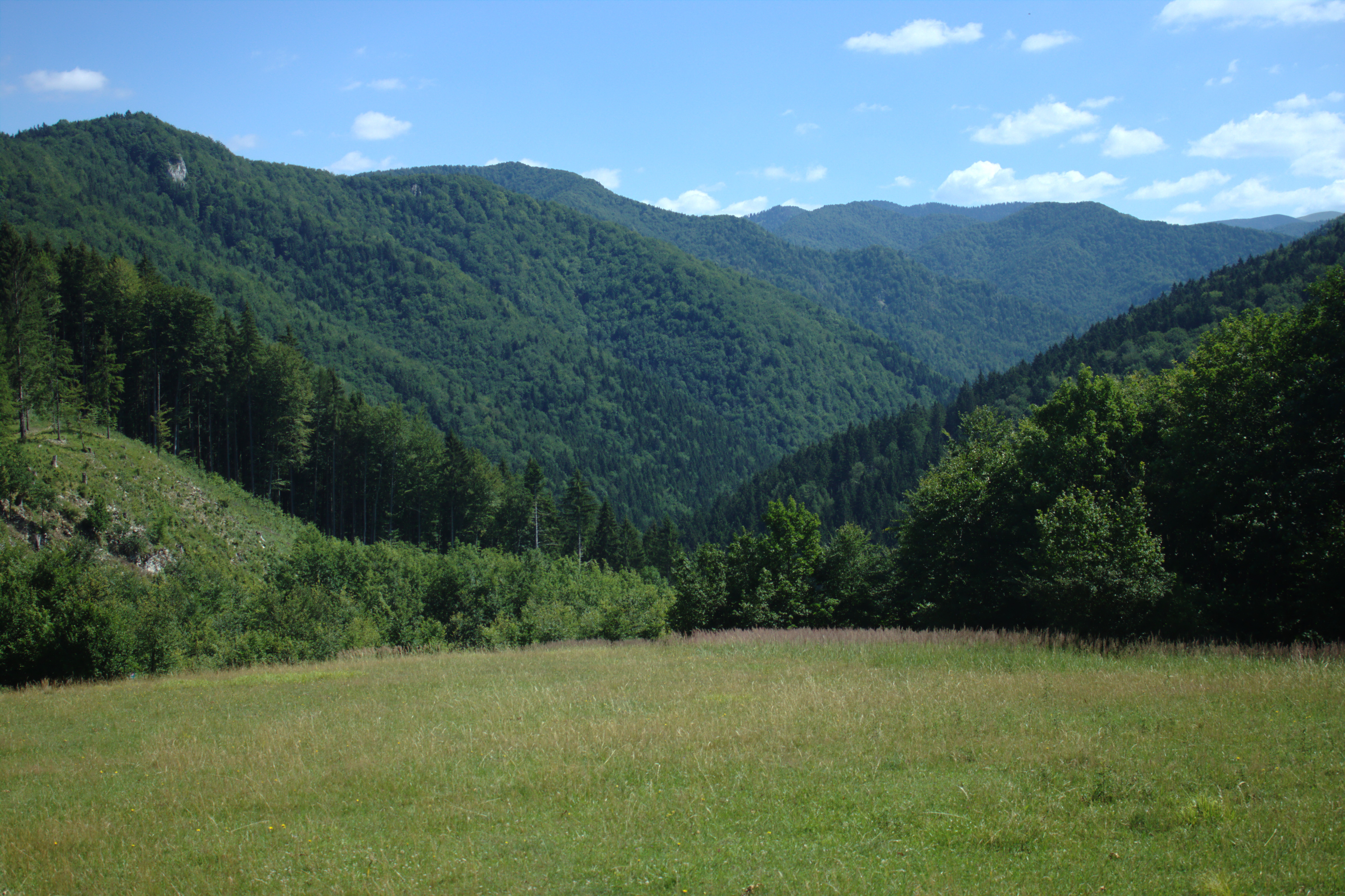
Čremošné, Žarnovická dolina